# Guyonvelle
Guyonvelle é uma comuna francesa na região administrativa de Grande Leste, no departamento de Haute-Marne. Estende-se por uma área de 5,34 km². Em 2010 a comuna tinha 108 habitantes (densidade: 20,2 hab./km²).